# Заложник: История менеджера ЮКОСа
Зало́жник: Исто́рия ме́неджера Ю́КОСа — мемуары Владимира Переверзина, бывшего менеджера компании «ЮКОС», одного из руководителей кипрских дочерних предприятий этой фирмы, осуждённого в марте 2007 года в рамках «дела ЮКОСа» по части 4 статьи 160 УК РФ (присвоение или растрата, совершённые организованной группой либо в особо крупном размере) и части 4 статьи 174 УК РФ (легализация денежных средств, приобретённых преступным путём). Часть своей жизни — семь лет и два месяца, он провёл в тюрьмах и лагерях.

## Общие сведения
Слово «Заложник» в названии книги является термином определяющим фигурантов дела ЮКОСа. В этом значении одной из первых (2008 г.) его применила Вера Васильева, автор ряда книг об Алексее Пичугине:

Я считаю, что все узники дела ЮКОСа, все, кто был арестован после Михаила Ходорковского — это очевидно заложники. Потому что, как заявлял Василий Алексанян, как заявляли другие заключенные по этому же делу, например, Алексей Пичугин, от них требуют вполне конкретные показания. И в обмен на эти показания, оговаривающие руководство ЮКОСа, обещают свободу, обещают всяческие поблажки, амнистию.

Позже, термин «Заложник» стал использоваться и другими известными лицами, например М. Ходорковским:

Государственные обвинители недвусмысленно выступили в роли сомалийских пиратов, объявив меня и, возможно, других лиц заложниками в отношении действий зарубежного менеджмента и многочисленных зарубежных акционеров ЮКОСа в международных судах… С тех пор я, как и другие, не руководитель ЮКОСа, не акционер, а просто заложник. Но оговаривать, врать, лжесвидетельствовать я не буду, а кроме этого от меня, к счастью, мало что зависит. Делайте со мной что хотите.

Книга была задумана автором ещё во время процесса над ним. Ему удалось сохранить отдельные дневниковые записи из мест заключения. Окончательный вариант текста складывался с мая 2012 года по апрель 2013. Давалось это нелегко, но воспринималось Владимиром Переверзиным как личный долг убедить всех, кого только можно, что в нашей стране героем подобной истории легко может стать любой обычный гражданин:307.

## Оглавление книги
Книга начинается Предисловием, написанным Ольгой Романовой. Дав краткую характеристику автору и ситуации в России с политзаключёнными, она, также кратко, формулирует своё отношение к произведению В. Переверзина: «Это лучшее, что я когда-либо читала про тюрьму. То есть про волю».
Основной текст книги составляют 57 глав:

| - Глава 1 Освобождение - Глава 2 Начало пути - Глава 3 Арест - Глава 4 Здравствуй, Бутырка! - Глава 5 Тюремные университеты - Глава 6 Матросская Тишина - Глава 7 Тюрьма в тюрьме - Глава 8 Следствие продолжается - Глава 9 Знакомство с делом - Глава 10 Суд начинается - Глава 11 Суд продолжается - Глава 12 Летние каникулы - Глава 13 Заседание продолжается! - Глава 14 Новогодний подарок - Глава 15 Последняя надежда - Глава 16 Этап - Глава 17 Добро пожаловать в Мелехово - Глава 18 Униженные и оскорблённые - Глава 19 Шоппинг | - Глава 20 Знакомство с тюремной медициной - Глава 21 Длительное свидание - Глава 22 Назад в будущее - Глава 23 Доблестный третий отряд - Глава 24 Швейный цех - Глава 25 Будни - Глава 26 Новый год - Глава 27 Свободная пресса - Глава 28 Курс на УДО! - Глава 29 Шапки - Глава 30 День открытых дверей - Глава 31 Вся жизнь — театр - Глава 32 День рождения — грустный праздник - Глава 33 Дом отдыха - Глава 34 Побег и кошки - Глава 35 Возвращение - Глава 36 Как я стал хорошим евреем - Глава 37 Прощай, третий отряд! - Глава 38 Приличные люди из первого отряда | - Глава 39 Раб на галерах - Глава 40 Ошибки производства - Глава 41 Мёртвые души - Глава 42 Серые будни - Глава 43 Великое переселение - Глава 44 Первое чудо - Глава 45 Общий режим - Глава 46 Второй отряд - Глава 47 Я — дебошир! - Глава 48 Путешествие из Владимира в Москву - Глава 49 Тучи сгущаются - Глава 50 И снова — раб на галерах - Глава 51 Харакири - Глава 52 Сладкий запах ванили - Глава 53 КВН - Глава 54 Кругом враги - Глава 55 Спартакиада народов ФСИН - Глава 56 Жизнь продолжается - Глава 57 Второе чудо |

Завершается книга Послесловием, где Владимир Переверзин, касаясь судьбы фигурантов дела ЮКОСа, констатирует, что исключая руководство компании, пострадали обычные сотрудники — менеджеры среднего звена, к которым он относит и себя. Они провели годы в тюрьмах и лагерях. Досталось и успевшим выехать из России. Они были осуждены заочно и сейчас вынуждены жить за границей. Ни одна из приютивших их стран никого не выдала. Суды Кипра, Испании, Италии, Великобритании единогласно признали политическую мотивированность преследований.
По мнению В. Переверзина, решения принятые незаконно ради сиюминутной выгоды и в угоду начальству, заложили мину под российскую систему правосудия. Исправить положение не смогут даже международные консультанты, официально получающие миллионы долларов на улучшение имиджа нашей страны за рубежом. Дела Магнитского, ЮКОСа, Pussy Riot, «Болотное дело» — показали, что от властей, взявших курс на репрессии и введение законов, позволяющих сажать за инакомыслие, можно ожидать всего.
Далее, В. Переверзин, говоря о своём будущем, практически повторяет слова В. Высоцкого — «Не надейтесь, я не уеду» и объясняет почему: «Это моя страна, которую я не собираюсь покидать из-за каких-то подлецов и мерзавцев. Время всё расставит на свои места». Но сколько этого времени потребуется, зависит от обычных граждан. Жаль, что, мы, русские, всё время топчемся на граблях.

## Некоторые темы повествования

### О прошедших годах
В. Переверзин отсутствовал дома семь лет и два месяца. Он находился за границей реальности, в параллельном мире, отделённом колючей проволокой от мира обычного. Он не хотел быть щепкой и не хотел, чтобы хоть кто-то стал ею при очередной рубке леса.
Долгое время Генеральная прокуратура и суд были для него вершиной закона и правосудия, и он надеялся на справедливость, на то, что они разберутся и конечно отпустят. Эта наивность помогла пережить свалившиеся невзгоды.
Во время своих злоключений В. Переверзин постоянно чего-то ждал. Ждал суда, когда будут рассматривать вопрос о продлении срока ареста, надеясь из зала суда уйти домой. Ждал окончания суда и вынесения приговора, надеясь быть оправданным. Ждал кассационного рассмотрения жалобы на приговор в Мосгорсуде, затем рассмотрения надзорных жалоб в Мосгорсуде и Верховном суде. А потом ждал не только освобождения, а чего-то более близкого и реального, того, до чего можно дотянуться рукой. Ждал посылки или передачи, ждал очередного свидания. Его жизнь разбивалась на мелкие отрезки, складывающиеся в чудовищный срок. Но эти отрезки приближали его к освобождению и помогали пережить срок, отщипывая от него кусочек за кусочком.
Он не признал свою вину, не согласился с приговором. Сейчас, уже шесть лет, он ждёт рассмотрения жалобы на приговор в Европейском суде по правам человека.

### О родных и близких
Весь срок пребывания в заключение сопровождается издевательствами над родными и близкими и их унижением. Очередь, чтобы сдать передачу, очередь, чтобы зайти на свидание, обыски и огромное количество надуманных неудобств, с которыми они вынуждены мириться.
Бывало и такое, что у приезжающих на длительное свидание родственников особо бдительные тюремщики требовали справки от гинеколога и участкового врача «об отсутствии контактов с инфицированными больными».

### Про органы дознания
Департамент режимных объектов (ДРО) — МВД России, стал последним местом, куда В. Переверзин пришёл как свободный человек. Государство в государстве. Своё оперативно-розыскное бюро. Своя прослушка, своя наружка и прочие секретные службы. Живущий на бюджетные деньги и для оправдания собственного существования, придумывающий себе бессмысленные занятия.
Работали они, как бы находясь на нелегальном положении. В качестве разъездных машин использовали транспорт без опознавательных знаков или чужой принадлежности, например, ГАИ. Изолятор Временного Содержания (ИВС) расположенный в центре Москвы на улице Щипок, существовал за воротами с надписью «Пожарная часть, МЧС». Сотрудники представлялись вымышленными именами и фамилиями. А, показывая удостоверение, например генерал-майор Юрченко, закрывали фамилию пальцем. Зато сразу после задержания этот генерал предложил простую альтернативу. Либо дать показания на Брудно, Лебедева, Ходорковского и иди домой жить спокойно, либо по суду получить двенадцать лет и без выхода по УДО полностью отсидеть их.

### Про суть обвинения
В. Переверзин отвечал за организацию хозяйственной деятельности в компании, которая покупала нефть нефтедобывающих структур ЮКОСа. Платежами за нефть В. Переверзин не занимался и не имел права распоряжаться счетами, с которых эти платежи производились. Тем не менее, его обвинили в присвоении и легализации денег за нефть добытую за всё время существования ЮКОСа. Это несмотря на то, что деньги за эту нефть были уплачены поставщикам, и налоги согласованные налоговыми органами и подтверждённые аудитом ПрайсвотерхаусКуперс Аудит, уплачены государству. Кроме того, по мнению В. Переверзина, приговор содержал массу противоречий и неточностей, а выводы суда не соответствовали представленным доказательствам.
На суде, в последнем, перед вынесением приговора слове, В. Переверзин заявил, что оглашённые там доказательства лишь подтверждают законную и официальную работу компании ЮКОС, подтверждают то, что он сам никакой противоправной деятельностью никогда не занимался, а был лишь обычным наёмным сотрудником компании, честно выполнявшим свои должностные обязанности. На этом основании В. Переверзин просил себя оправдать.

### О судебной системе
Наша судебная система подобна редуту между интересами власть имущих и остальными. Имеющие власть яростно его защищают, так как снос редута завершит их царствование.
Понимая, что присяжные заседатели вносят элемент неопределённости в судебный процесс, и он может пойти не так, как спланировано сотрудниками прокуратуры, по мнению В. Переверзина разработана целая система, позволяющая манипулировать и отменять неугодные им решения. Комната присяжных прослушивается, в состав присяжных вводятся участники, лоббирующие нужное прокуратуре решение. Кроме того, по сговору с судьёй в российской системе правосудия, работающей с прокуратурой в одной связке, во время процесса умышленно допускаются процессуальные нарушения, на которые можно сослаться и отменить неудачный приговор.
Судебная система носит карательный, иезуитский характер. Свидетельство тому — ничтожно количество оправдательных приговоров, по официальной статистике менее одного процента, тогда как в цивилизованных странах их примерно пятая часть. Большинство наших судей никого не оправдывают за всю свою карьеру. Дело в презумпции невиновности, которая там есть, а в нашей стране нет.
Размышляя о своём приговоре, В. Переверзин сознавал, что осудившая его судья — Елена Николаевна Ярлыкова, не могла вынести оправдательного решения, так как это привело бы её к увольнению. Хотя позже, за действительно грубые нарушения закона, её всё равно лишили статуса судьи. Но она вполне могла дать, например, не одиннадцать, а девять лет. И тем более, как она могла дать Малаховскому двенадцать лет — на год больше, чем запрашивала прокуратура? Очевидно, что судебная система либо вымывает из людей всё человеческое без остатка, либо с самого начала отбирает готовые кадры без чести и совести.
В этой связи, В. Переверзин так и не смог понять чем, к примеру, судья Е. Ярлыкова, безнаказанно для себя осудившая не менее двух невиновных, лучше какого-нибудь Владислава Б., отбывающего наказание за несколько убийств.

### ОБасманном правосудии
Для продления ареста по истечении первых 48 часов задержания требовалось решение Басманного суда. Находясь в прокуратуре, В. Переверзин случайно услышал разговор на эту тему двух следователей: «По телефону этот вопрос с Феей уже согласован». Позже выяснилось, что Феей между собой они называли председателя Басманного суда. Не удивительно, что в судебном заседании осталось без последствий заявление В. Переверзина, что перед задержанием он пришёл на допрос добровольно и ни от кого скрываться не собирался. В постановлении суда записали: «В связи с особой опасностью и возможностью скрыться избрать меру пресечения арест».
Всё решалось заранее. Поездка в суд — это формальность, исполняемая лишь для создания видимости правосудия. В России все судебные решения принимаются задолго до оглашения приговора.

### Матросская Тишина
После того как В. Переверзина доставили в тюрьму, его до начала оформления закрыли в стакане — маленьком тёмном помещении, где можно только стоять. Имевшееся там подобие лавочки — дощечка шириной сантиметров десять прикреплённая к стене, очевидно, предназначалась для издевательств. Далее медосмотр, получение матраса, белья, ложки, кружки, миски и препровождение в камеру.
Камера была подобна переполненному автобусу. Кто-то стоял, кто-то сидел, кто-то лежал. Разбитые стены. Разруха полная. Вонь, тусклый свет, верёвки, натянутые вдоль и поперёк, на которых сушатся вещи, которые из-за перенаселённости, по определению не могут высохнуть и только пропитываются запахом. Люди везде, они заполняют всё пространство. На сорок человек в камере имеется восемь двухъярусных железных кроватей, стоящих вплотную друг к другу. Мест не хватает, спят по очереди.
В камере не хватает всего — воздуха, свободного пространства, еды, чая, сигарет. Нет ни книг, ни газет, ни телевизора, а радио запрещено. Зато есть масса свободного времени и каждый пытается хоть чем-то занять себя, скоротать время. Шум и разговоры сливаются в постоянный гул, не дающий уснуть. Всё кишит клопами и тараканами, на которых не обращают внимания. Одновременно идёт активная борьба со вшами. Самодельным кипятильником кипятят в тазике бельё, спичками прижигают швы на вещах, где скапливаются эти насекомые. Победить вшей здесь невозможно, но нанести им серьёзный урон — вполне осуществимая задача.
В тюрьме положена ежедневная часовая прогулка. Раз в неделю водят в душ, называемый баней. В душевой неимоверная грязь, стены в какой-то слизи, на полу лужи. Некоторые арестованные в баню совсем не ходят, так как неизвестно, что лучше — грязь или какая-нибудь инфекция из душа.
Периодически проводится шмон. Надзиратели выгоняют всех в коридор и сажают в клетку, а из двери камеры выбрасывают обнаруженный запрещённый скарб арестованных. Какие-то вещи, самодельные карты, полочки, склеенные зэками для того, чтобы хоть как-то приукрасить свой убогий быт. По завершении в камере царит погром. Всё перевёрнуто. На полу гора вещей — тюремщики вытряхивали содержимое сумок в одну большую кучу и всё перемешалось.

### О тюрьмах за рубежом
Условия жизни в тюрьмах являются своеобразным индикатором уровня развития общества. Речь не идёт о создании тепличных условий преступникам, а всего лишь о человеческом отношении. В России около миллиона человек сидит в невыносимых условиях. Над ними всячески издеваются и унижают. Многие из этих людей не виновны в принципе. Большая часть отсидевших возвращается за решётку вновь, так как эта система не работает и не исправляет. Название ИК — исправительная колония — не соответствует своей сути. Слово «исправительная» можно смело заменить на «издевательская». Кем можно назвать тех людей, которые заставляли Ходорковского садиться за швейную машинку и шить варежки? Неужели не нашлось более достойного применения даже в интересах колонии?
Со слов экстрадированного из Испании заключённого, жизнь в их обычной тюрьме кардинально отличается от российской. Там она действительно способствует социальному восстановлению.
В испанской тюрьме вновь прибывшим выдают спортивный костюм, кроссовки, туалетные принадлежности. Для заключённых имеется пятидесятиметровый бассейн, два спортзала. Хочешь йогой заниматься — пожалуйста. В тюрьму приходит женщина-тренер и проводит занятия. Имеются курсы кулинарного искусства. Кружок садоводов. За двести евро в месяц зэки занимаются озеленением. Выращивают цветы, сажают траву, деревья. Обычно сюда устраиваются выходцы из бывших испанских колоний — Колумбии, Эквадора. Живя на полном обеспечении, они отсылают эти деньги домой своим родственникам. Они же здесь работают уборщиками, подметая территорию. Хочешь учиться? Пожалуйста — вот тебе курсы английского или испанского. Есть бесплатное дистанционное обучение в вузах.
Живут испанские зэки в двухместных камерах, скорее напоминающих номера трёхзвёздочного отеля. В номере душ и кондиционер. Сокамерника выбирают себе сами.
В их распоряжении бесплатная тюремная медицина. Томограф и хорошие врачи излечат от многих болезней. Стоматология бесплатна. Платят только за протезирование. Про питание лучше и не говорить. Рацион очень разнообразен и питателен. Фрукты, овощи, йогурты, соки — привычное дело.
По мнению В. Переверзина, на свободе в России процентов восемьдесят населения живёт хуже, чем зэки в цивилизованных странах.

### ОбАлексее Пичугине
По мнению В. Переверзина, из фигурантов дела ЮКОСа Алексей Пичугин пострадал больше всех. Он был первым, кого арестовали, и будет последним, кто освободится, если доживёт. Органы дознания опробовали весь арсенал средств давления накопленный за годы сталинских репрессий. Например, однажды его принесли с допроса в камеру в бессознательном состоянии. Он спал больше суток и не мог вспомнить, что там происходило. Работали с ним долго и жёстко. Следователи возлагали на него самые большие надежды, но они не оправдались. Алексей Пичугин остался несломленным, мужественным и духовно сильным человеком.
Кроме того, В. Переверзин, проанализировав доказательную базу дел А. Пичугина, приходит к выводу о её полной несостоятельности:44-45.

### ОСергее Мавроди
У Сергея Мавроди была болезнь аристократов — подагра. Поэтому со свободы, для соблюдения диеты, ему два раза в неделю приносили отдельную еду — печёнку, баранину, мясо страуса, осетрину с сёмгой, приготовленную специально нанятым поваром. Еды было столько, что хватало и для Мавроди, и для остальных троих сокамерников, включая В. Переверзина, которые не успевали всё это поедать, как приносили новое и свежее.
Сергею Пантелеевичу удалось наладить для себя в камере жёсткий график жизни, от которого он не отступал ни на шаг. Ни минуты не тратилось впустую. Подъём, завтрак, прогулка. Далее он собирался и уходил на ознакомление с материалами дела, возвращаясь в камеру лишь часам к четырём-пяти вечера. По возвращении следовали физические упражнения. Лёжа качал пресс. Его ежедневная норма — достать ногами за головой две тысячи раз. Кроме того, было несчётное количество отжиманий от пола. Это позволяло поддерживать прекрасную физическую форму.
После спорта — умывание и ужин. Потом он спал. Его пробуждение было незадолго до общего отбоя. Когда вся камера спала, он писал книгу при тусклом свете персональной лампы, непонятно каким образом ему разрешённой. Суббота и воскресенье были для С. Мавроди выходными днями.

### Об этапе в колонию
В. Переверзину советовали на этап брать минимум вещей и за сутки ничего не есть и не пить. Причина в том, что в туалет не выводят. На всякий случай рекомендовали взять с собой пустую пластиковую бутылку, пакеты. Из еды — печенье, сухари, пряники, конфеты.
Железнодорожный путь совершался в купе специального вагона. Купе стандартного размера без окна. Вместо двери — решётка. В коридоре небольшое окно. Внизу две скамейки, вверху — две пары полок. Всего три яруса. Арестанты называют этот вагон Столыпин.
В купе набилось восемнадцать человек. Теснота неимоверная. Очень душно. По инструкции конвой может открыть окна только во время движения поезда. Вывести в туалет — тоже только во время движения. На дворе был конец июля и жара неимоверная. Посадка была около девяти вечера. Поезд тронулся утром, в семь. Из восемнадцати человек не курил один В. Переверзин.

### Об укладе жизни колоний
По наблюдениям В. Переверзина, уклад жизни разных колоний преимущественно определяется степенью самодурства начальника и его окружения. Закон здесь вторичен. Рамки закона не только позволяют, но и обязывают администрацию сделать жизнь зэка вполне сносной. Но закрытость системы, отсутствие реального, а не бутафорского контроля со стороны общественности, круговая порука порождают вседозволенность и безнаказанность. По этой причине всё и определяется личностным фактором.
Тем же стремлением к закрытости, по мнению, В. Переверзина, объясняется оголтелая борьба в колониях с мобильными телефонами. Обычно ссылаются на то, что преступники могут планировать новые преступления и давить на потерпевших. Рассказывают сотни историй использования телефонов «в противоправных целях». Конечно, подобное имеет место быть. Но главная причина отнюдь не в этом. Главное то, что телефоны дают возможность осуждённым делиться информацией о происходящем в колониях. Именно этого сотрудники ФСИН боятся больше всего.

### Об эффективностиФСИН
В названии «Исправительная колония» заложен смысл и определена основная цель деятельности этого заведения. Однако результат получается прямо противоположный. Побывав в этих местах, человек теряет веру в справедливость. Колонии выпускают толпы не приспособленных к нормальной жизни людей, озлобленных и отчаявшихся, большинство из которых возвращается обратно. Этот брак в работе ФСИН, по мнению В. Переверзина, составляет порядка 80 %. А бюджет бракоделов сопоставим с деньгами, выделяемыми на здравоохранение.
В колониях находятся разные люди. По оценки В. Переверзина, невиновных из них процентов тридцать. Сидит много подлецов и отъявленных мерзавцев. Но то, что с ними делает система, не поддаётся описанию.
Для создания по настоящему исправительной системы людей в погонах вообще не следовало бы подпускать к осуждённым. Особенно к решению вопроса о условно-досрочном освобождении. На них можно возложить только охрану периметра колонии, чтобы заключённые не разбежались. В колонии должны работать психологи, врачи, учителя, те кто могут принести реальную пользу для исправления заключённых.
По мнению В. Переверзина, кардинально снизить рецидив преступлений могло бы изменение уклада. Работает осуждённый — получи балл, учится — ещё балл, ходит на занятия к психологу — ещё два. Всё добровольно. Набрал условные сто десять баллов и получил рекомендацию психолога — иди на УДО. Не набрал — сиди срок полностью.

### О сидевших на малолетке
В. Переверзин полагает, что ему достаточно минуты разговора для определения человека сидевшего на малолетке. Это школа выживания, где культивируются отнюдь не христианские ценности и которую было бы правильно называть «Школа малолетних преступников». Кадры сюда поставляют в основном детские дома.

### Пролюбовьпо переписке
Устроить свою личную жизнь мечтает каждый осуждённый. Некоторые зэки развивают такую активность, что и на свободе многим не снилось. Из колоний письма мешками развозят в разные стороны и в них каждый надеется найти свою судьбу. Такое иногда случается. Знакомятся по переписке, и даже завязывают отношения, и встречаются. Из знакомых В. Переверзина, некий Саша С. переписывался с несколькими женщинами одновременно, получая от них посылки. Николай К., осуждённый на двадцать три года за разбой и двойное убийство, сумел устроить свою личную жизнь и расписаться на зоне. Его жена — самоотверженная, симпатичная, интеллигентная, русская женщина, учительница младших классов. Она добровольно взвалила на себя такой крест и понесла его по жизни. Приезжает к Николаю на свидания, возит ему передачи. Была так счастлива, что поделилась счастьем с подругой, которую познакомила с другом Николая. Те тоже расписалась и теперь на свидания подруги ездят вдвоём. Муж подруги осуждён на долгий срок за убийство. Не известно, что связывает эти пары, что движет этими удивительными женщинами, но хочется преклонить голову перед ними, ибо подвиг они совершают неизмеримый.

### Про киносеансы
По выходным, в субботу и воскресенье, в помещении воспитательной работы колонии строгого режима Мелехово проводились кинопоказы. Комната до отказа забивалась зэками и они сидели друг на друге. Дышать трудно, но за пропуск воспитательного мероприятия возможно наказание и альтернативы нет. Репертуар подбирался дневальными и состоял преимущественно из фильмов вроде: «Кошмар на улице вязов», «Бензопила-1», «Бензопила-2». Особо востребованы были боевики и фильмы ужасов с маньяками, убийцами и грабителями.

### О евреях и москвичах
Однажды, в рамках массового воспитательного мероприятия, в клубе для осуждённых показывали фильм «Россия с ножом в спине. Еврейский фашизм и геноцид русского народа». На территорию колонии он попал вместе с православной литературой через расположенную здесь же церковь РПЦ. Фильм состоял из логических умозаключений типа: «Состояние Абрамовича каждую минуту увеличивается на пять тысяч долларов США, в то же время каждую минуту в России умирает один россиянин. Значит, смерть каждого россиянина приносит Абрамовичу пять тысяч долларов…». Создатель кино, Константин Душенов, именно за этот фильм был осуждён по статье 282 ч.2 УК РФ (разжигании национальной и религиозной вражды) и приговорён к трём годам колонии-поселения, а его творение признано экстремистским.
По словам В. Переверзина, фильм в колонии имел оглушительный успех. Его показывали несколько раз, пока не сняли с проката, при участии самого же Переверзина. Однако изложенные в кино идеи успели упасть на благодатную почву. Некоторые особо агрессивно настроенные зэки (осуждённые, за разбои и убийства), неожиданно поняли первопричину своих бед. После освобождения они решили продолжить свою деятельность руководствуясь исключительно национальным признаком. Об этом были публичные заявления, и клятвы замочить по одному, а то и по несколько представителей иудейской веры.
По мнению В. Переверзина, в колонии не любят евреев и москвичей. Удобно в своих несчастьях обвинять кого-то другого. С подобным мировоззрением, желающих сбросить атомную бомбу на Москву, чтобы жизнь во Владимирской области стала лучше, в колонии находится очень много.

### ПроУДО
Для выхода по УДО во всех колониях требуют стандартный набор документов. Кроме характеристики со списком поощрений необходима и справка с будущего места работы. Руководство колоний не интересует откуда у человека, отсидевшего лет шесть за убийство, может в колонии взяться такая справка. Её требуют заранее зная, что она будет липовой. Сама ФСИН, решая более важные задачи социальной адаптации заключённых, никак не способствует их трудоустройству.
При этом в колонии осуждённый может вкалывать как раб на галерах, быть примерным зэком, иметь поощрения, но это не значит ничего. Бывает, что и колония ходатайствует за заключённого, и срок небольшой у него остался, и поощрения за труд в личном деле имеются. А судья посмотрит и спросит: «Почему в художественной самодеятельности не участвовал? Не пел, не плясал?». Это и станет основанием отказа.
Кроме того, бывает так, что заключённый узнаёт о наложенных на него взысканиях только в ходе судебного заседания. На постановлении о наложенном взыскании вместо его подписи делается запись сотрудника колонии: «Подписывать отказался».

## Отзывы и обсуждения
Ещё до выхода из печати о книге Владимира Переверзина сообщала Новая газета: Хотя события, которые описывает и переживает интеллигентный человек весьма трагичны, эта книга как блюз. И здесь уместно вспомнить известное определение: «Блюз — это когда хорошему человеку плохо». Также до выхода книги, была статья о ней в ежемесячнике Совершенно секретно, где среди прочего сообщаось, что адвокат В. Переверзина настоятельно рекомендовал ему сидеть тихо и никого не злить. Создание книги — путь совершенно иной, но по утверждению автора, его долг рассказать всё, что знает, тем, кто интересуется.
Книга была отмечена рядом средств массовой информации, среди которых, телеканал «Дождь», Радио «Свобода», журнал Forbes Украина, журнал Сноб.
Борис Акунин в Живом журнале написал отзыв на книгу, где, в частности, коснулся её содержания: «Долгих семь лет Владимира Переверзина ломали-ломали, но так и не сломали. Из книги понятно — почему, хотя там нет ни пафоса, ни нравоучительных сентенций. Просто честный рассказ, временами даже смешной». Говоря о личности автора, Борис Акунин характеризует его как человека твёрдого принципа — обстоятельства могут быть любыми, но, что бы ни происходило, я такой, какой есть, со своими взглядами и правилами, которым не изменю. Этот отзыв также был размещён на сайте Радио Эхо Москвы.
Информационное агентство «ТИРАС» опубликовало отзыв, где отмечалось, что книга подробно описывает судебную машину обезумевшей страны, которая давно катится в пропасть средневековья и издевательства над людьми.
27 августа 2013 г. презентация и обсуждение книги прошли в Сахаровском центре, а 11 сентября в одном из самых крупных книжных магазинов России — Библио-Глобусе.
2 октября прошла презентация в Бруклинской публичной библиотеке города Нью-Йорка. Эта встреча с В. Переверзиным и обсуждение его книги проводились в канун второй годовщины смерти Василия Алексаняна, одного из участников Дела ЮКОСа.
16 октября состоялась презентация в Окружной библиотеке Джорджтауна (Georgetown
Neighborhood Library) города Вашингтон.